# 20. Berlini Nemzetközi Filmfesztivál
A 20. Berlini Nemzetközi Filmfesztivál 1970. június 26. és július 6. között került megrendezésre. A fesztivált Patrick Ledoux filmje, a Klann – grand guignol nyitotta meg. A díjakat ezúttal nem osztották ki, a versenyt ugyanis július 5-én lezárták Michael Verhoeven háborúellenes filmje, az o.k. okozta botránynak köszönhetően.

## Zsűri
Az alábbi emberek voltak a fesztivál zsűrijének tagjai:
- George Stevens, amerikai filmkészítő - Zsűrielnök
- Klaus Hebecker, nyugat-német újságíró és filmkritikus
- David Neves, brazil filmkészítő és producer
- Véra Volmane, francia újságíró, író és filmkritikus
- Billie Whitelaw, brit színésznő
- Alberto Lattuada, olasz filmkészítő
- Dušan Makavejev, jugoszláv filmkészítő
- Gunnar Oldin, svéd újságíró és filmkritikus
- Manfred Durniok, nyugat-német producer

## A fesztivál programja
Az alábbi filmek voltak versenyben az Arany Medve- és az Ezüst Medve-díjakért:
| Magyar cím                        | Eredeti cím                       | Rendező                  | Ország                       |
| --------------------------------- | --------------------------------- | ------------------------ | ---------------------------- |
| Baltutlämningen                   | Baltutlämningen                   | Johan Bergenstråhle      | Svédország                   |
| Wie ich ein Neger wurde           | Wie ich ein Neger wurde           | Roland Gall              | Nyugat-Németország           |
| La ragazza di nome Giulio         | La ragazza di nome Giulio         | Tonino Valerii           | Olaszország                  |
| Chi no mure                       | 地の群れ                          | Kei Kumai                | Japán                        |
| Aranyer Din Ratri                 | অরণ্যের দিনরাত্রি                       | Satyajit Ray             | India                        |
| Svéd szerelmi történet            | En kärlekshistoria                | Roy Andersson            | Svédország                   |
| A Test of Violence                | A Test of Violence                | Stuart Cooper            | Egyesült Királyság           |
| Baby in de boom                   | Baby in de boom                   | Nouchka van Brakel       | Hollandia                    |
| Black Out                         | Black Out                         | Jean-Louis Roy           | Svájc                        |
| Borsalino                         | Borsalino                         | Jacques Deray            | Franciaország, Olaszország   |
| A megalkuvó                       | Il conformista                    | Bernardo Bertolucci      | Olaszország, Franciaország   |
| Ore'ach B'Onah Metah              | אורח בעונה מתה                    | Moshé Mizrahi            | Izrael                       |
| Dionysus in '69                   | Dionysus in '69                   | Brian De Palma           | Amerikai Egyesült Államok    |
| L'Eden et après                   | L'Eden et après                   | Alain Robbe-Grillet      | Franciaország, Csehszlovákia |
| El extraño caso del doctor Fausto | El extraño caso del doctor Fausto | Gonzalo Suárez           | Spanyolország                |
| L'urlo                            | L'urlo                            | Tinto Brass              | Olaszország                  |
| Los herederos                     | Los herederos                     | David Stivel             | Argentína                    |
| A Sakál                           | El chacal de Nahueltoro           | Miguel Littín            | Chile                        |
| Klann – grand guignol             | Klann – grand guignol             | Patrick Ledoux           | Franciaország, Belgium       |
| Os Deuses e os Mortos             | Os Deuses e os Mortos             | Ruy Guerra               | Brazília                     |
| o.k.                              | o.k.                              | Michael Verhoeven        | Nyugat-Németország           |
| Out of It                         | Out of It                         | Paul Williams            | Amerikai Egyesült Államok    |
| O Profeta da Fome                 | O Profeta da Fome                 | Maurice Capovilla        | Brazília                     |
| Rembrandt Vogelvrij               | Rembrandt Vogelvrij               | Ernie Damen              | Hollandia                    |
| Rotocalco                         | Rotocalco                         | Manfredo Manfredi        | Olaszország                  |
| Le temps de mourir                | Le temps de mourir                | André Farwagi            | Franciaország                |
| Miért lett R. úr ámokfutó?        | Warum läuft Herr R. Amok?         | Rainer Werner Fassbinder | Nyugat-Németország           |

## Botrány
A fesztivál műsora alatt az o.k. című film vetítését leállították, és a George Stevens vezette zsűri 7-2 arányú szavazattal arra kötelezték Alfred Bauer fesztiválrendezőt, hogy vegye ki a filmet a versenyprogramból. A zsűri döntését a FIAPF (Filmproducerek Nemzetközi Szövetsége) azon irányelvével indokolták, mely szerint "minden fesztiválnak közre kell járulnia a nemzetek között jobb megértés elősegítésében". A filmben ugyanis újraalkották a vietnámi háború "incidens a 192-es dombon" névvel emlegetett eseményét, amely során négy amerikai katona elrabolt, tömegesen megerőszakolt és végül megölt egy vietnámi lányt. Az esetet egy ötödik katona jelentette a feljebbvalóinak, de végül eltusolták az ügyet.
A második világháborúban is szolgált Stevens a filmet amerikaellenesnek kiáltotta ki, míg egy másik zsűritag, Dušan Makavejev kiállt érte, a szervező Bauer pedig úgy vélte, hogy "A" listás fesztiválként nem zárhatnak ki filmeket, amiket már bevettek a programmba. Ez vitákat váltott ki a Berlinale vezetése és Stevens, illetve a fesztivál és a nemzetközi sajtó közt, végül a többi rendező is visszavonta a versenyben lévő filmjeit és a zsűrit feloszlatták, így nem osztottak ki díjakat. Később, egy sajtókörúton Verhoeven védelembe vette a filmjét, mondván az nem amerikaellenes, mivel az Egyesült Államok népének nagyja ellenezte a vietnámi háborút.

## Fordítás
- Ez a szócikk részben vagy egészben  a(z)   20th Berlin International Film Festival című angol Wikipédia-szócikk fordításán alapul.  Az eredeti cikk szerkesztőit annak laptörténete sorolja fel. Ez a jelzés csupán a megfogalmazás eredetét és a szerzői jogokat jelzi, nem szolgál a cikkben szereplő információk forrásmegjelöléseként.